# Ralph Flanagan
Pour les articles homonymes, voir Flanagan.
Ralph Flanagan, né le 14 décembre 1918 à Los Alamitos et mort le 8 février 1988 dans la même ville, est un nageur américain.

## Carrière
Ralph Flanagan participe aux Jeux olympiques d'été de 1936 à Berlin et remporte la médaille d'argent dans l'épreuve du 4x200m nage libre avec John Macionis, Paul Wolf et Jack Medica.